# Ярешки (Бердичівський район)
Яре́шки — село в Україні, в Андрушівській міській громаді Бердичівського району Житомирської області. Населення становить 517 осіб. Село розташоване за 1 км від залізничної станції Брівки (лінія Фастів -  Козятин). Село межує з селом Бровки Перші.

## Давня історія

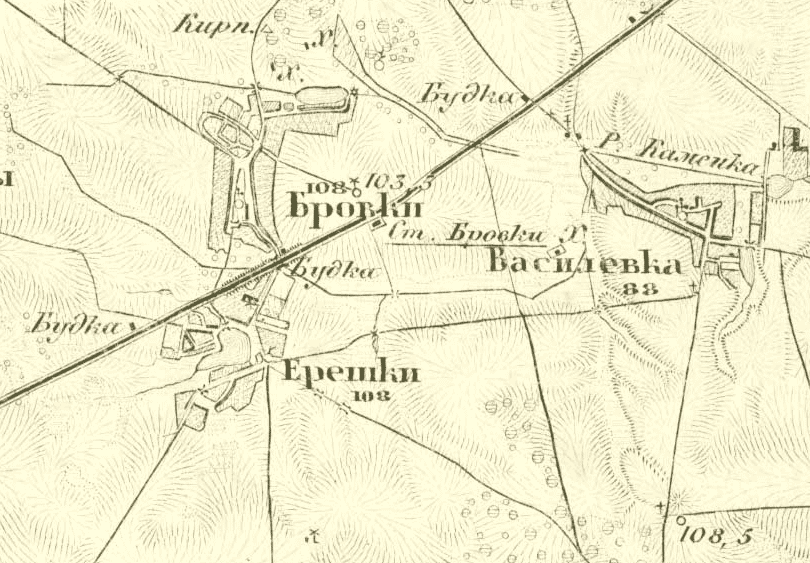
Мапа 1860 р.

Під час правління польського короля Сигізмунда III село було колонізоване польською шляхтою. Згадується з XVI ст., коли було власністю князів Ружинських. Після каральних походів князя Яреми Вишневецького в червні 1648 року та наступної Руїни село геть запустіло і у 1682 році було пустим. У XVIII ст. було власністю князів Любомирських, а вже з 1795 згадується новий власник - Корвіцький. На початку XIX ст. селом володіли Конопацькі, а потім Рогозинські. З 1815 і до 1918 селом володіла родина Сцібор-Рильських гербу Остоя (до неї належав відомий поет Максим Рильський. Останніми власниками були Оскар Сцібор-Рильський (Oskar Ścibor-Rylski) та його дружина Марія з роду Раціборовських.

## Населення

### Мова
Розподіл населення за рідною мовою за даними перепису 2001 року:
| Мова            | Кількість | Відсоток |
| --------------- | --------- | -------- |
| українська      | 509       | 98.45%   |
| російська       | 6         | 1.17%    |
| білоруська      | 1         | 0.19%    |
| інші/не вказали | 1         | 0.19%    |
| Усього          | 517       | 100%     |

## Відомі люди
- Колосюк Василь Олександрович (*10 жовтня 1942- †16 грудня 2003) — заслужений будівельник, кавалер Ордена Трудової Слави ІІ-ІІІ ст.
- Нечерда Борис Андрійович (*11 липня 1939 — †11 січня 1998) — український поет.
- Соловей Василь Федорович (*8 березня 1941) — український поет.

## Галерея

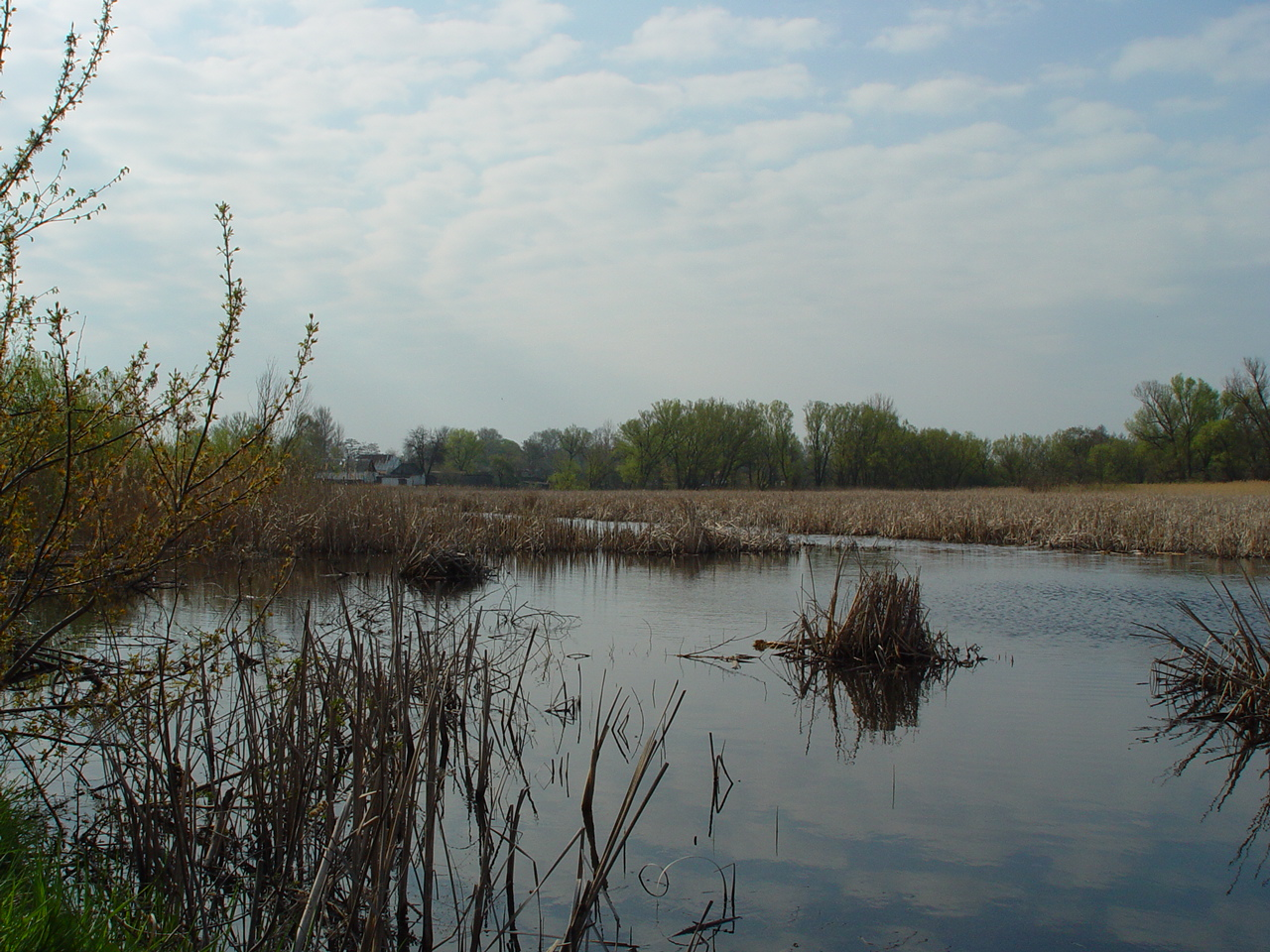
Ставок потребує допомоги!
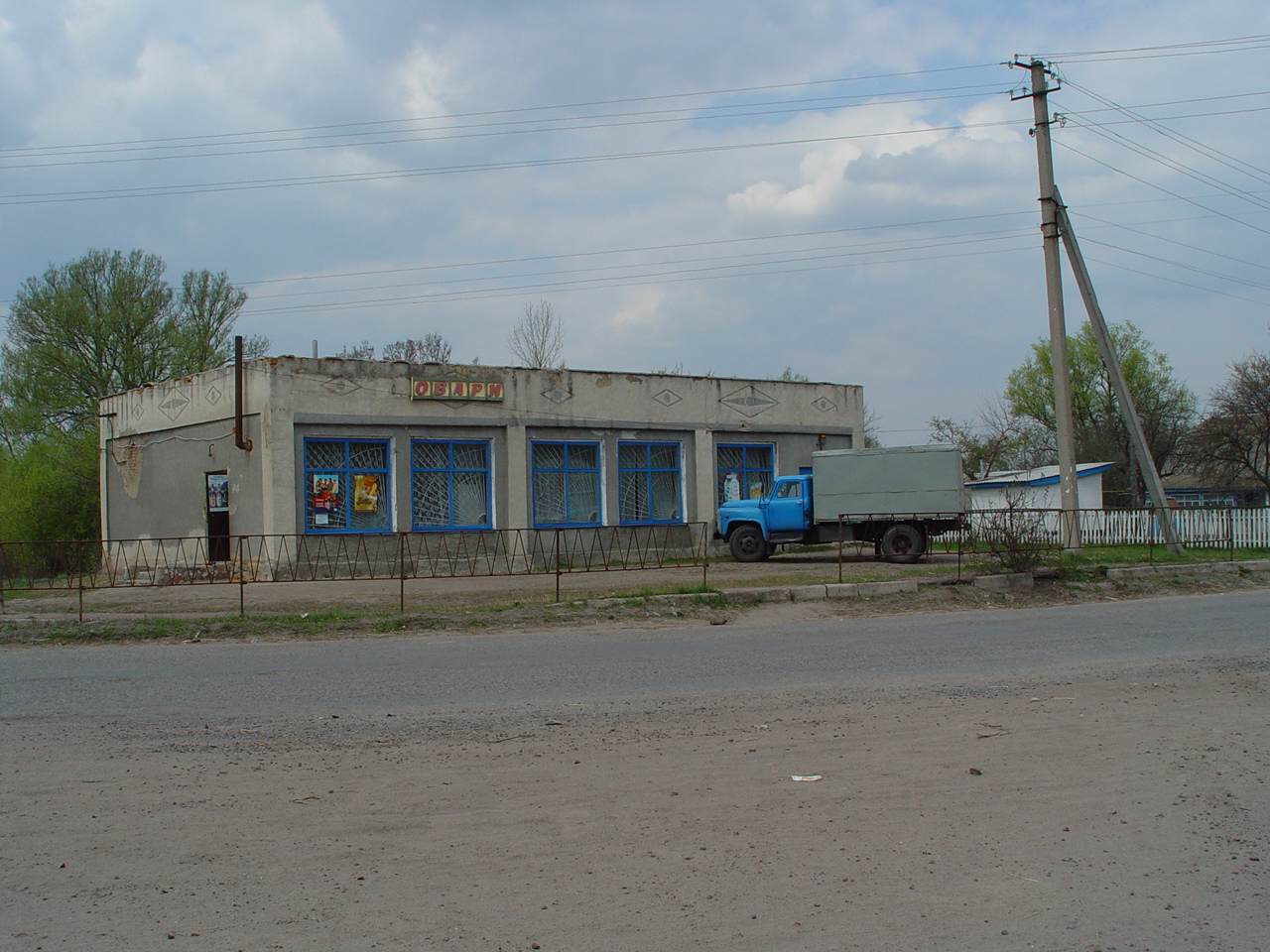
Сільський магазин
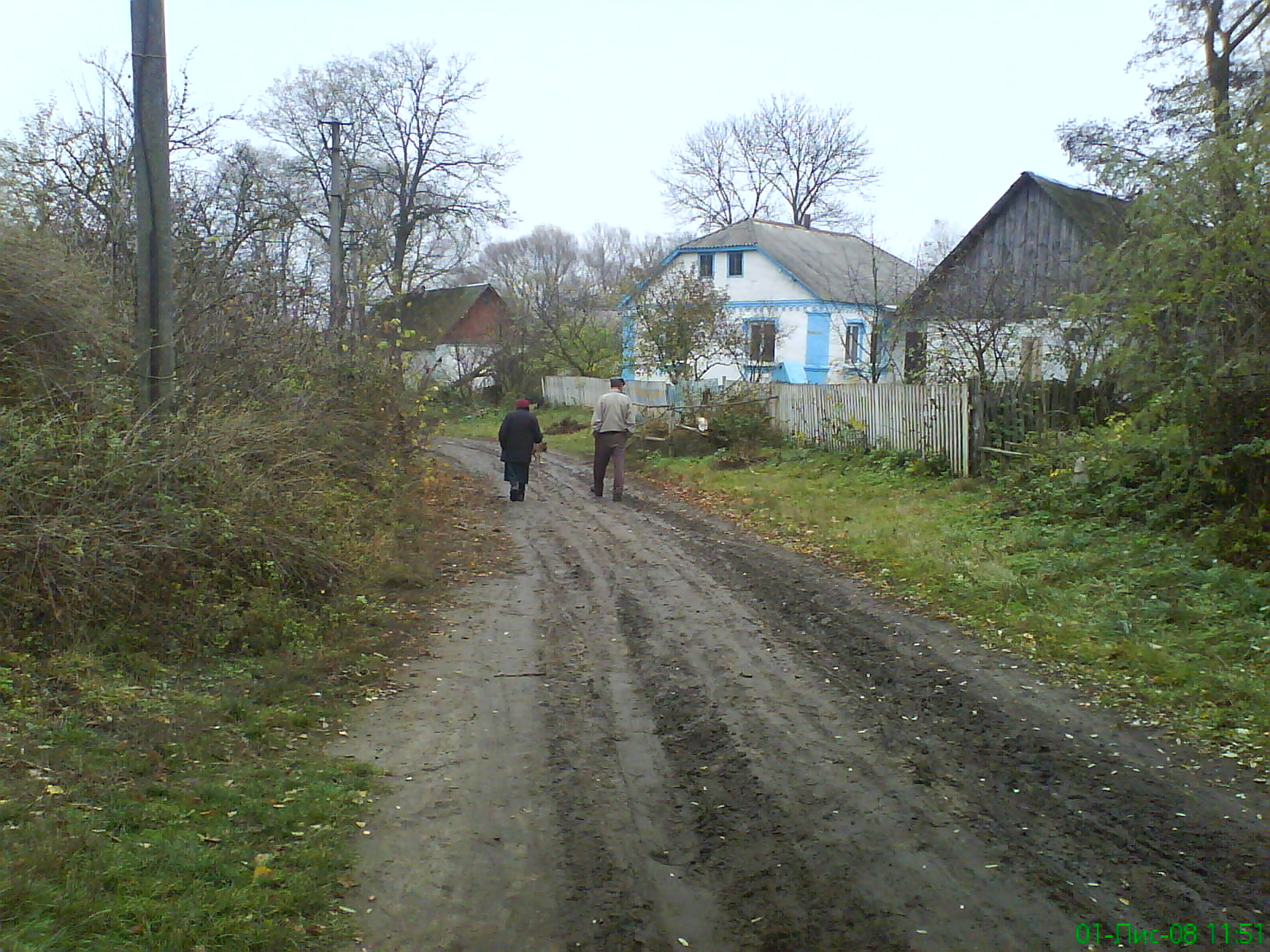
Вулиця за ставком